# SpiderBasic
SpiderBasic是由Fantaisie Software所開發的商用Web程序语言。SpiderBasic 是一套基於 Basic 語法規則的新式 Web 客戶端程式語言。它允許設計非常複雜且基於 Web 視窗應用程式，和提供一種強大的命令集，以一致的方式處理 GUI、2D 遊戲或其他。SpiderBasic是一個編譯器，生成優化的 JavaScript，需要一個新的瀏覽器（HTML5）運行。作為一個編譯器，它有強大的類型和 JavaScript 不提供的各種檢查，允許健壯的代碼構造。

## 外部連結
- SpiderBasic官方網站（页面存档备份，存于）